# Lila Konomara
Lila Konomara (griechisch Λίλα Κονομάρα; * 15. Mai 1960 in Athen) ist eine griechische Autorin und Übersetzerin.

## Leben
Lila Konomara wurde 1960 in Athen geboren, wo sie gegenwärtig auch lebt und arbeitet. Sie hat zeitgenössische Weltliteratur in Paris studiert und beim Athener Institut Français als Dozentin gearbeitet. Ihr literarisches Debüt gab Konomara 2002 mit dem Buch "Makao", für das sie einstimmig mit dem Preis für das "Beste Erstlingswerk" der Literaturzeitschrift Diavaso ausgezeichnet wurde. Ihre Romane "I Anaparastasi" (Die Rekonstruktion, 2009) und "The Dinner" (2012) schafften es auf die Shortlist des Preises für den "Besten Roman" der Zeitschrift Diavaso. 2014 veröffentlichte Konomara das Buch "Concerns of a Geometer", ein Sammelband mit Kurzgeschichten, die auf Mythen des antiken Griechenlands beruhen. In ihren Büchern setzt Konomara ihre Phantasie neben die Realität, um existenziellen Fragestellungen nachzugehen. In ihrer Arbeit erforscht sie auch die Komplexität der Sprache und die Möglichkeiten, durch Sprache die Realität zum Ausdruck zu bringen. Neben ihrer schriftstellerischen Tätigkeit, arbeitet sie als Übersetzerin französischer und englischer Literatur und publiziert regelmäßig in griechischen sowie internationalen Tageszeitungen und Literaturzeitschriften. Konomara ist Mitglied des griechischen Schriftstellerverbandes (www.authors.gr) und Redakteurin des Literatur-Online-Portals oanagnostis.gr.

## Werke (Auszug)
Griechisch
- Οι ανησυχίες του γεωμέτρη. Kedros Publishers Athen, 2014, ISBN 978-960-04-4560-2.
- Το δείπνο. Kedros Athen, 2012, ISBN 978-960-04-4326-4.
- Η αναπαράσταση. Metaixmio Athen, 2011, ISBN 978-960-501-070-6 (E-Book).
- Μακάο. Metaixmio Athen, 2011, ISBN 978-960-501-084-3 (E-Book).
- Τέσσερις εποχές - Λεπτομέρεια. Metaixmio Athen, 2011, ISBN 978-960-501-258-8 (E-Book).
- Η αναπαράσταση. Metaixmio Athen, 2009, ISBN 978-960-455-680-9.
- Μακάο. Metaixmio Athen, 2005, ISBN 978-960-375-814-3.
- Στις 11 και 11 ακριβώς. Papadopoulos Editions Athen, 2005, ISBN 978-960-412-403-9.
- Τέσσερις εποχές - Λεπτομέρεια. Metaixmio Athen, 2004, ISBN 978-960-375-737-5.

## Übersetzungen (Auszug)
- Vincent van Gogh. Briefe. Kedros Publishers Athen, 2017.
- André Gide. Die enge Pforte. Metaixmo Athen, 2007.
- Jacques-Rémy Girerd. Das Geheimnis der Frösche. Metaixmo Athen, 2006.
- Didier Levy. Angelman. Papadopoulos Editions Athen, 2004.
- Michel Crespy. Headhunters. Lagoudera Editions, 2003.
- Georges Simenon. Der Mann, der den Zügen nachsah. Plethron Editions Athen, 1994.
- Ernest Hemingway. Paris - Ein Fest fürs Leben. Plethron Editions Athen, 1987.
- Ernest Hemingway. Männer ohne Frauen. Plethron Editions Athen, 1986.